# Ravao mohéli királyné
Ravao (Madagaszkár – Fomboni, Mohéli, 1847), előbb Madagaszkár, majd Mohéli (comorei nyelven Mwali) királynéja (szultánája) a Comore-szigetek egyik szigetén. A madagaszkári eredetű Imerina-dinasztia tagja. I. Ranavalona madagaszkári királynő rokona. Dzsombe Szudi mohéli királynő anyja és Szalima Masamba mohéli királynő nagyanyja.

## Élete
Édesapja Andriantsziahofa volt. Ravao I. Radama madagaszkári király harmadik felesége lett, majd miután az első férje, I. Radama elvált tőle, feleségül ment annak rokonához, Ramanetaka-Rivo madagaszkári herceghez, aki I. Radama kegyeltje volt. Radama halála (1828) után a főfeleségének, I. Ranavalonának a hatalomra kerülése után Ravao együtt menekült második férjével Mohélire, ahol férje felvette az iszlámot és az Abdul Rahman nevet, majd 1830-tól Mohéli szigetének a szultánja lett. Ravaóból pedig szultána vált. Majd Ramanetaka-Abdul Rahman halála után kiskorú lánya, Dzsombe Szudi lett az uralkodó, ő pedig lánya nevében átvette a régensséget, és hozzáment Ratszivandini tábornokhoz, aki az ő társrégense lett, de elvált tőle, és 1846-ban Szaid Abdul Rahman bin Szultan Alavi anjouani herceg felesége lett, viszont a régens szultána már a következő évben mérgezés következtében Mohéli fővárosában, Fomboniban elhunyt. Lánya, Dzsombe Szudi királynő ekkor 10 éves volt.

## Gyermekei
- 1. férjétől, I. Radama (1788–1828) madagaszkári királytól, nem születtek gyermekei
- 2. férjétől, I. Abdul Rahman (–1842) mohéli királytól, 5 leány:[3]
  - Raketaka (1836/37–1878) hercegnő, Dzsombe Szudi néven mohéli királynő (szultána), férje Szaidi Hamada Makadara zanzibári herceg, 5 gyermek
  - Razaimanana (Balia Dzsuma) hercegnő, Mohéli régense (ur: 1888–1889)
  - Rahamina hercegnő, férje Razakandrianaina, 2 gyermek
  - Randriaka hercegnő
  - Razafintszara hercegnő
- 3. férjétől, Ratszivandini tábornoktól (–1849), nem születtek gyermekei
- 4. férjétől, Szaid Abdul Rahman bin Szultan Alavi anjouani hercegtől, nem születtek gyermekei

## Külső hivatkozások
- Histoire/Djoumbé Fatima, Reine de Mohéli Archiválva 2014. április 26-i dátummal a Wayback Machine-ben (Hozzáférés: 2014. december 30.)
- Dictionnaire biographique/Djoumbe Fatima (Hozzáférés: 2014. december 30.)

| Előző Ramavo | Madagaszkár királynéja 1810 után – 1828 előtt | Következő Ramavo |

| Előző – | Mohéli királynéja 1830 – 1842 | Következő – |

| Előző I. Abdul Rahman | Mohéli királya (Régens) 1842 – 1847 | Következő Ratszivandini (Régens) |